# Консуело Веласкес
Консуе́ло Вела́скес То́ррес (ісп. Consuelo Velázquez Torres; 21 серпня 1916, Сьюдад-Гусман, Мексика — 22 січня 2005, Мехіко, Мексика) — мексиканська піаністка, композиторка, відома перш за все як автор пісні «Bésame mucho». Консуело Веласкес написала «Бесаме мучо» у 1932, коли їй було неповні 16 років, існує понад 700 виконань цієї пісні різними співаками та оркестрами.

## Біографія
Музичний талант дівчинки виявився дуже рано. Батьки Консуело рано померли, і її освітою займалися дядько і тітка. В 1938 році Веласкес закінчила консерваторію в Мехіко по класу Рамона Серратоса, вже в 15 років вона давала уроки фортепіано.
Пізніше Веласкес написала величезну кількість пісень, сонат, ораторій і симфоній. Але в історію світової музики вона назавжди увійшла як автор однієї-єдиної пісні про перше кохання — Bésame mucho. За визнанням Веласкес, ця пісня була написана нею під враженням арії з опери «Гойєска» іспанського композитора Енріке Гранадоса. 1944 року, після виконання Джиммі Дорсі та його оркестром, пісня посіла перше місце у хіт-параді пісень США.
Консуело була одружена з менеджером радіоканалу Маріано Рівера Конде і виростила з ним двох дітей.
Померла Веласкес 22 січня 2005 року через ускладнення на серце, що виникли після того, як у листопаді 2004 року вона впала і зламала три ребра.

## Твори
- Amar y vivir (Любити і жити) ісп. Chelys (Araceli) Romero
- Verdad amarga ісп. Pablo Milanes [Архівовано 11 квітня 2016 у Wayback Machine.]
- Franqueza ісп. Guapachochos Club
- Que seas feliz (Будь щасливий) ісп. Miguel Aceves Mejía
- Cachito (Качіто) ісп. Nat King Cole [Архівовано 10 вересня 2011 у Wayback Machine.]
- Enamorada perdido,
- Bésame mucho (1941[4])